# Freestyle-Skiing

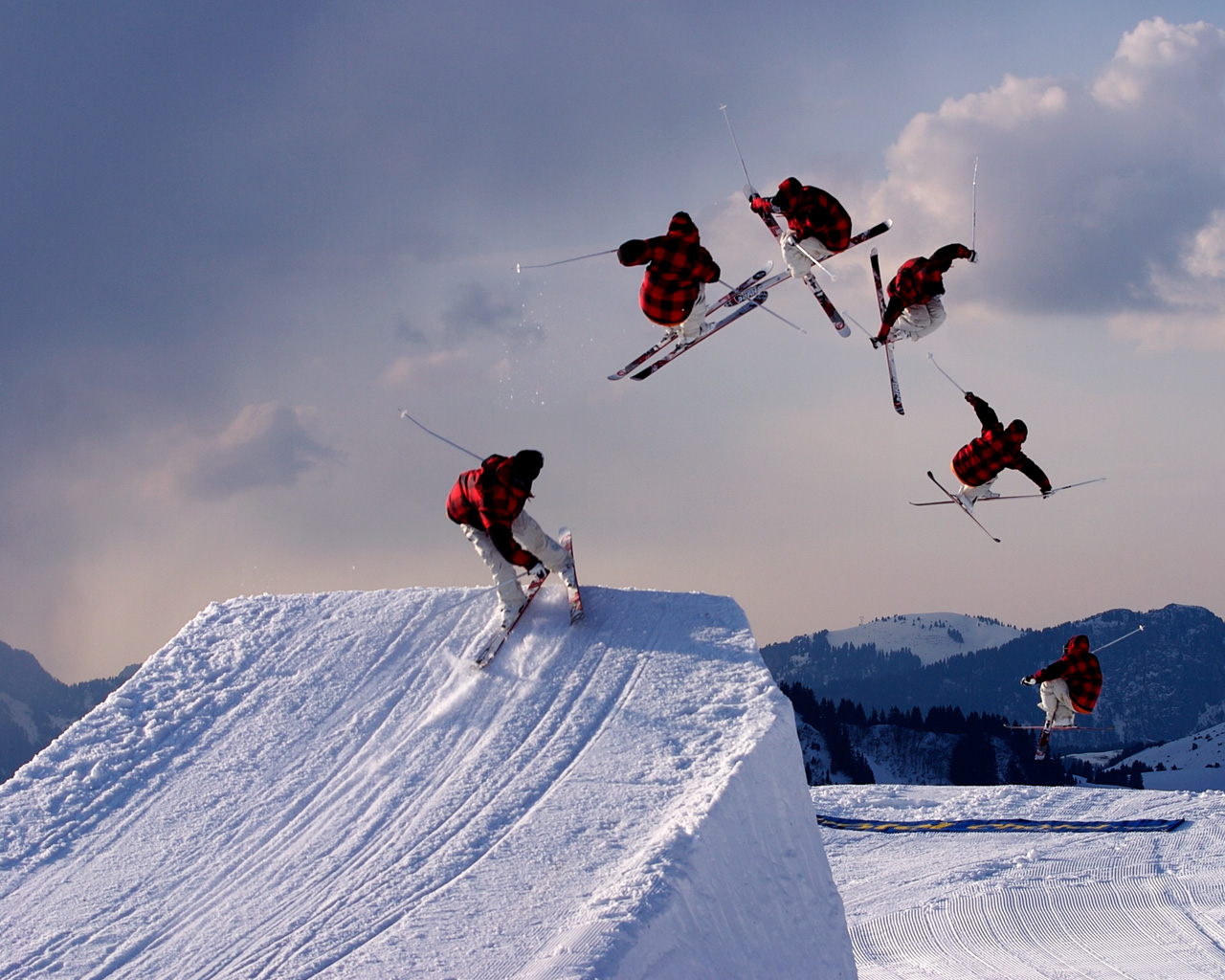
Phasen eines Sprungs

Das Freestyle-Skiing fasst fünf Geschicklichkeitsdisziplinen des alpinen Skisports zusammen. In den Disziplinen des Freestyle-Skiing fahren die Skisportler über Buckelpisten, springen Figuren auf einer Sprungschanze (Aerials) oder in der Halfpipe und fahren beim Skicross auf einem Parcours um die Wette.
Ein Weltcup im Freestyle-Skiing wird seit 1980 vom Internationalen Skiverband FIS reglementiert und veranstaltet. Seit 1986 finden Weltmeisterschaften im Freestyle-Skiing statt. Teile des Freestyle-Skiing sind zudem seit 1992 olympisch.
Im deutschen Sprachraum ist Freestyle-Skiing auch unter den Bezeichnungen Trickskifahren oder Skiakrobatik bekannt. Die englische Bezeichnung setzt sich infolge der Verbreitung in den Medien immer mehr durch.

## Disziplinen
Freestyle-Skiing wird in verschiedene Disziplinen unterteilt, bei denen eine Jury die Leistung der Sportler mit Punkten bewertet, und Disziplinen, bei denen der Sieger eines direkten Vergleichs im Kopf-an-Kopf-Rennen gewinnt. In den Punkt-Disziplinen gewinnt der Sportler mit der höchsten Gesamtpunktzahl.
Die Punkt-Disziplinen sind Aerials, Moguls, Half Pipe, Big Air und Slopestyle. Diese Disziplinen bedeuten:
- Aerials (dt. Springen): Auf einer aus Schnee geformten Sprungschanze mit fast senkrecht nach oben weisender Absprungfläche werden nacheinander zwei aus Salti, Drehungen und Grätschen kombinierte Kunstsprünge gezeigt. Jeder Sprung hat dabei einen festgelegten Schwierigkeitsgrad. Die Punktzahl für einen Sprung ergibt sich durch die Multiplikation der Punkte für die Schwierigkeit mit den Punkten für die Ausführung. Die Punkte für beide Sprünge werden addiert.

- Moguls (dt. Buckelpiste): Die Sportler durchfahren eine künstlich angelegte Buckelpiste. Dabei sind zwei Sprünge vorgeschrieben, seit 2003 sind auch Salti erlaubt. Punkte gibt es für die Fahrgeschwindigkeit (25 %), die gefahrene Technik (50 %) und für die Ausführung der Sprünge (25 %).
 Für die Sprünge auf der Buckelpiste gibt es drei Schwierigkeitsgrade, die jeweils eine Grundpunktzahl ergeben. Die Bewertung erfolgt durch 5 Preisrichter, die die Technik z. B. nach Flüssigkeit der Bewegung, Armhaltung, Einhaltung der Fahrlinie und ständigem Kontakt der Skier mit der Piste berücksichtigen.

Vor dem Wettkampf werden durch die (bis dahin) Besten beim Abfahren Richtzeiten vorgelegt. Für Zeitverluste gibt es dann Abzüge, für Gewinne Pluspunkte.
Buckelpistenfahren kann einzeln oder parallel ausgetragen werden, wodurch es sehr attraktiv ist. Beim Parallelfahren gilt das k.o.-System für die Ermittlung der Besten.
- Half Pipe: In einer Halfpipe zeigen die Sportler Sprünge, Tricks und Manöver. Punkte gibt es für die Schwierigkeit und die Ausführung aller Aktionen. Alle Punkte einer Fahrt werden addiert. Details entsprechen der gleichnamigen Disziplin beim Snowboarding.

- Big Air: Bei einem Big Air handelt es sich um eine große Schanze, über die die einzelnen Sportler springen und versuchen, dabei möglichst schwierige Tricks zu machen. Bewertet wird dies von Judges (Punktrichtern) in den Kategorien Style, Schwierigkeit, Höhe des Tricks und Landung. Ein Beispiel für Veranstaltungen dieser Art ist der King Of Style Contest.
Die Höhe des Absprungtisches beträgt für Frauen 2,30 m, für Männer 2,90 m. Die Anlauflänge ist mit 30 m festgelegt; der Aufsprunghügel muss eine Neigung von 36–38 Grad aufweisen, die Anlaufgeschwindigkeit sollte mehr als 55 km/h betragen. In der Luft werden Salti bis zu dreifacher Ausführung und Schrauben vollführt, ähnlich dem (Wasser-)Turmspringen. Jeder Teilnehmer muss zwei Sprünge mit unterschiedlichem Schwierigkeitsgrad ausführen. Die Punktrichter bewerten die einzelnen Phasen wie folgt: Absprung (zu 20 %), Höhe, Weite, Haltung, technische Ausführung und Landung (zu 30 %) zusammengefasst und mit dem Schwierigkeitsfaktor für den jeweiligen Sprung (z. B. Doppelsalto 2,0; Dreifachsalto mit 4 Schrauben 4,7) multipliziert. Mehr als 3 Salti sind nach dem Reglement nicht zugelassen. Das Ergebnis beider Durchgänge wird zur Gesamtnote addiert.
Die Sprünge erhielten entsprechend der Entstehung fantasievolle Namen wie full lays, half rudies oder half randies. – Der steil abfallende Aufsprunghang wird für eine sichere Landung nach jedem Sprung aufgestochen.

Auf mit Schnee bedeckten Schanzen dürfen nur Sportler springen, die auf Wasserschanzen eine Lizenz für den jeweiligen Sprung erworben haben.
Zur Erhöhung der Attraktivität werden auch Schanzen nebeneinander errichtet; zwei Sportler dürfen gleichzeitig springen.
- Slopestyle: Ein Slopestyleparcours kann man mit einem Skatepark vergleichen. Es gibt Schanzen und Rails (Geländer) in verschiedensten Variationen. Der Parcours ist so gestellt, dass die Fahrer viele Möglichkeiten haben, die einzelnen Elemente zu kombinieren. Bei einem Wettbewerb wird darauf geachtet, wie der Fahrer die einzelnen Elemente nutzt (Kreativität), welche Tricks er macht und wie er sie ausführt. Slopestyle wird mit an beiden Enden aufgebogenen Skiern (so genannten Twintips) gefahren.

Ehemalige Punkt-Disziplinen sind:
- Acro (deutsch Ballett): Beim Skiballett wurden auf einer glatten, leicht geneigten Piste tanzartige Figuren und Sprünge ausgeführt.
Die Kür dauerte 2 ½  Minuten und wurde nach eigener Musik mit Luftakrobatik-Vorführungen wie Stocküberschläge, Schrittkombinationen, einfache Drehungen und Sprünge. Fünf Preisrichter vergaben Punkte ähnlich dem Eiskunstlaufen. Vor dem Lauf musste der Sportler das Ballett-Layout, worin die geplanten Sprünge und Absprungstellen markiert warten, bei den Preisrichtern abgeben. Das Doppel-Ballett (englisch syncro acro) war zu den Olympischen Winterspielen 2002 Demonstrationssportart; zwei Teilnehmer führten möglichst synchron eine Kür vor.

Die Disziplinen mit einem direkten Vergleich sind Dual Moguls und Skicross:
- Dual Moguls (dt. Parallel-Buckelpiste): Zwei Sportler durchfahren die Buckelpiste im Kopf-an-Kopf-Rennen gegeneinander. Die Qualifikation erfolgt als Einzelrennen, das Finale der besten 16 wird dann im Dual-Format ausgetragen. Platz 16 gegen 1, 15 gegen 2, 14 gegen 3 … Rennen mit Dual-Finale zählen mittlerweile zum Einzel-Weltcup. Einen eigenen Dual-Weltcup gibt es seit 2003 nicht mehr, lediglich bei Weltmeisterschaften kann noch das alte Format verwendet werden. (Dual von Beginn an; der Sieger steigt in die nächste Runde auf)

- Skicross: In einem K.-o.-System mit sog. Heats treten jeweils vier bis sechs Sportler auf einem Kurs gegeneinander an. Die Qualifikation für das K.-o.-System wird durch eine Qualifikation oder Time Trial ermittelt. Der Kurs enthält Steilkurven, Sprünge, Wellen und weitere Elemente, die die Geschicklichkeit der Fahrer herausfordern. Die beiden Erstplatzierten steigen in die nächste Runde auf. In einem kleinen (5–8) und einem großen Finale (1–4) werden die Plätze ermittelt. Alle vorher ausgeschiedenen werden entsprechend den Qualifikationszeiten gewertet. 2010 wurde diese Disziplin in Vancouver erstmals bei Olympischen Winterspielen ausgetragen.[1] Auslöser für diese Disziplin war die Einführung der Carver, d. h. der stark taillierten und etwas kürzeren Skier (to carve = schneiden). Die Fahrer führen dies wie beim Snowboarding seit ca. 1998 aus: 4 bis 6 Läufer starten gleichzeitig auf einem mit Hindernissen wie Steilkurven und Sprunghügeln speziell präparierten Hang.

## Geräte und Kleidung
Die speziellen Skier müssen eine Mindestlänge von 81 % der Körpergröße des Sportlers haben.
Für Stöcke und Kleidung gibt es keine Vorschriften. Die Kleidung ist meist sehr bunt. Schutzhelme sind seit 1995 Pflicht.

## Starter bei Olympischen Winterspielen
Die Teilnehmer müssen im laufenden Winter zuvor an mehreren FIS-Wettbewerben teilnehmen.
Am Olympiaort finden in beiden Disziplinen gesonderte Qualifikationsrunden statt. Die jeweils 12 Besten bei den Frauen und bei den Männern bestreiten das Finale.

## Wettbewerbe

### Weltcup
Der FIS-Weltcup umfasste in den 2000er Jahren 16 Einzelveranstaltungen, darunter 8 Springen, die WM sowie 7 verschiedene Wettkämpfe aus der Kategorie „New Style“ (Skier Cross, Halfpipe und Syncro Aerial).

### Einladungswettbewerbe (Auswahl)
Außer den offiziellen nationalen und internationalen FIS-Wettkämpfen gibt und gab es für Profis gesponserte Einladungswettbewerbe, u. a.
- die 4-Schanzentournee: Dazu gehören Schneeschanzen in Prag, Alpe di Siusi in Italien, Zell am See und Sölden in Österreich (Nachtspringen). Aufgrund schlechter Wetterbedingungen können die Austragungsorte auch kurzfristig geändert werden, so sprangen im Jahr 2001 Arosa in der Schweiz für Prag und Harrachov in Tschechien für Alpe di Siusi ein. – Der Austragungsmodus sieht nach vorherigen nationalen Ausscheiden 10 Finalisten vor, die einen ersten Pflichtsprung vollführen müssen. Danach machen die besten 6 einen zweiten Pflichtsprung, von denen dann die 3 Besten einen freien Sprung absolvieren (= Kür). Dieses Procedere ist für die Zuschauer überschaubar und spannend zugleich. – Im Dezember 2000 und Januar/Februar 2001 nahmen 21 Freestyler aus 9 Ländern an dieser Tournee teil.
- den Nokia Freestyle French Cup: in verschiedenen Orten der französischen Alpen mit Halfpipe, big air, skierX, Dual-Slalom, Dual-X,
- Bumps & jumps: Sport und Show zuerst in Steamboat, USA veranstaltet. Inzwischen in Europa als Erstes Bumps & Jumps in Kitzbühel ausgetragen.[2]
- Engadinsnow.com: seit 2003 in St. Moritz am Gipfel des Corvatsch; ein Einladungswettbewerb für die besten Freerider und Freestyler mit den Disziplinen big air und quarterpipe[3]

## Geschichte des Freestyle-Skiings
Die Ursprünge der geschickten Bewegung auf Skiern reichen in die 1920er Jahre zurück. Als Schöpfer des modernen Freestyle-Skiing gilt heute aber der norwegische Olympiasieger und Weltmeister im alpinen Riesenslalom von 1952, Stein Eriksen.
In den 1960er Jahren wurden verschiedene Ausprägungen des Freestyle-Skiing unter dem Namen „Hotdogging“ in den USA immer bekannter. Der Schweizer Skilehrer Art Furrer hatte es als Skiballett erfunden und 1966 wurden die ersten organisierten Wettkämpfe in Waterville Valley, New Hampshire veranstaltet. Die ersten professionellen Wettkämpfe fanden 1971 statt.
Teile dieses Sports wurden unter anderem 1969 im Kurzfilm Happening in White von Gunter Sachs dokumentiert. Als Vertreter der Sportart wirkten unter anderem Tom Leroy, Hermann Göllner, Roger Staub und Art Furrer mit. Das Set wurde mit weiteren Wintersportlern ergänzt. Für die musikalische Untermalung sorgte Peter Thomas. Der Film wurde 1972 mit dem Ersten Preis des Internationalen Olympischen Komitees gewürdigt und war wegen der darin erstmals bemühten Super-Zeitlupe ein Meilenstein der Filmgeschichte. Eine noch weltbewegendere und merklich längere Umsetzung für diese Sparte gelang erst wieder 1986 mit Willy Bogners Film Feuer und Eis. Hier sorgte Harold Faltermeyer für die Musikbegleitung.
Die FIS erkannte Freestyle-Skiing 1979 als eigenständige Sportart an und erarbeitete ein Regelwerk betreffend der Sprungtechniken. Oberstes Ziel dieser Bemühungen war die Verbannung aller verletzungsträchtigen Elemente aus dem Sport. Die erste Weltcuptournee wurde 1980 inszeniert und die ersten Weltmeisterschaften fanden 1986 in Tignes in Frankreich statt. Seit 1989 werden diese Meisterschaften regelmäßig organisiert, Beginn im 2-Jahres-Turnus.
Dem Aufschwung des Freestyle-Skiing zollte auch das Olympische Komitee Respekt. Bei den Olympischen Winterspielen 1988 von Calgary wurde Freestyle-Skiing als Demonstrationsbewerb zugelassen. Bereits bei den nächsten Spielen 1992 in Albertville war die Disziplin Buckelpiste Teil des offiziellen olympischen Programms. 1994 in Lillehammer wurden auch die Aerials olympisch.
Ursprünglich gehörten die Disziplinen Aerials, Moguls und Acro zum von der FIS (DIT) definierten Freestyle-Skiing. Erst später kamen die Disziplinen Dual Moguls, Halfpipe, Slopestyle und Skicross hinzu. Acro zählt inzwischen nicht mehr zum Programm.

## Austragungsmodi und Verletzungsgefahr
Das Trickskifahren besteht aus den oben genannten Disziplinen; die Sportart kann von Frauen und Männern ab 16 Jahren ausgeübt werden. Die Disziplinen können einzeln oder als Kombination gewertet werden.
Die Hänge für das Buckelpistenfahren werden aus Schnee modelliert und müssen eine Länge von 200–270 m, Breiten von 30–45 m und eine durchschnittliche Hangneigung von 9–13° (24–32° Gefälle) aufweisen.
Die sehr unterschiedlichen Freestyletechniken erfordern jeweils andere Trainingsschwerpunkte. Relativ gefährlich sind alle. Für eine Studie wurden die Teilnehmer der Weltcups im Freestyle 2006/2007/2008 und 2008/2009 hinsichtlich Verletzungen (musste ärztliche Hilfe in Anspruch nehmen) nachträglich befragt und die Daten ausgewertet. Es gab insgesamt 291 akute Verletzungen bei 662 Weltcup-Skiläufern. 93 (= 32 %) waren „schwer“ (= länger als 28 Tage Abwesenheit von Training und/oder Wettkampf). Dies waren durchschnittlich 14 Verletzungen pro 100 Aktiven pro Saison. Am häufigsten waren Knieverletzungen (77 = 27 %) und von diesen waren 37 „schwer“. Am zweithäufigsten waren Kopfverletzungen (39 = 13 %). 106 Verletzungen (= 36 %) passierten bei Weltcup- bzw. Weltmeisterschafts-Wettbewerben (= 15,6 Verletzungen pro 1000 Starts). Es gab keine signifikanten Unterschiede zwischen Männern und Frauen, weder in der Häufigkeit noch in der Art der Verletzungen.
Bei den Olympischen Winterspielen 2014 wurden alle Verletzungen, für die ärztliche Hilfe in Anspruch genommen werden mussten, registriert. Es zeigte sich, dass Skilanglauf am ungefährlichsten war und die höchsten Unfallquoten beim Freestyle-Springen (Aerial) (48,8 Verletzungen/100), Snowboard-Hindernisparcoursstil (Slopestyle) (37,0/100), Snowboardcross (34,4/100), Slopestyle-Ski (30,8/100), Halfpipe-Ski (25,5/100), Freestyle-Buckelpiste (Moguls) (24,6/100), Alpinen Skilauf (20,7/100) und Snowboard-Halfpipe (18,2/100) auftraten.